# Saint-Martin-d'Écublei
Saint-Martin-d'Écublei é uma comuna francesa na região administrativa da Normandia, no departamento Orne. Estende-se por uma área de 12,02 km². Em 2010 a comuna tinha 673 habitantes (densidade: 56 hab./km²).